# Black metal
Black metal é uma vertente extrema e obscura do heavy metal que surgiu na década de 1980 e foi evoluindo ao longo dos anos. Suas características atuais se desenvolveram no início da década de 1990, principalmente na Noruega e em outros países, como a Suécia e a Finlândia. Existem muitas bandas de black metal em todo o mundo, mas as que vieram a se tornar conhecidas surgiram principalmente na Escandinávia como Mayhem, Darkthrone, Etc.
A música é caracterizada por andamentos rápidos, vocais rasgados, vocais guturais, guitarras altamente distorcidas tocadas em tremolo picking, uso de blast beats pela bateria, álbuns com produção lo-fi e estruturas sonoras não-convencionais. É um estilo sombrio, cru e agressivo que incorpora em suas letras temas como satanismo, anticristianismo e paganismo, sendo considerado usualmente o gênero musical mais extremo. Além disso, músicos do gênero costumam usar corpse paint e pseudônimos.
Durante os anos 1980, muitas bandas de thrash e death metal formaram o protótipo do black metal. Essa primeira onda do black metal inclui  bandas como Venom, Hellhammer, Bathory, Celtic Frost e Mercyful Fate. Uma segunda onda surgiu no início dos anos 90, encabeçada por bandas norueguesas como  Mayhem, Darkthrone, Burzum, Gorgoroth, Immortal e Emperor. A cena inicial do black metal norueguês desenvolveu o estilo de seus antecessores tornando-o um gênero distinto. Inspirados pela cena norueguesa, outros grupos surgiram pela Europa e América do Norte, embora alguns outros movimentos tenham criado seu próprio estilo. Algumas bandas proeminentes da Suécia criadas nessa época foram Marduk, Nifelheim e Dark Funeral.
Inicialmente sinônimo de "metal satânico", o black metal é frequentemente recebido com hostilidade pela cultura mainstream, devido a ações e ideologias associadas a ele. Muitos artistas  expressam ideias anticristãs e misantropas, defendendo várias formas de satanismo ou paganismo étnico. Na década de 1990, membros da cena foram responsáveis por incêndios a igrejas e assassinatos. Há também um pequeno movimento neonazista dentro do black metal, mas este é rejeitado pela maioria dos músicos do estilo. Em suma, o black metal  é direcionado para um público restrito de ouvintes e empenha-se para ser inacessível aos não-comprometidos.

## História

### Primórdios do black metal
A primeira geração do black metal refere-se às bandas dos anos 80 que influenciaram a sonoridade e formaram um protótipo para o gênero.
O termo "black metal" foi cunhado pela banda inglesa Venom cujo nome foi retirado de seu álbum Black Metal lançado em 1982. Apesar do álbum ser considerado thrash metal pelos padrões modernos, apresentava mais temas e imagens centradas no anticristianismo e no satanismo do que qualquer outro da época. Os membros do Venom costumavam adotar pseudônimos, uma prática que se tornou comum entre vários os músicos do black metal.

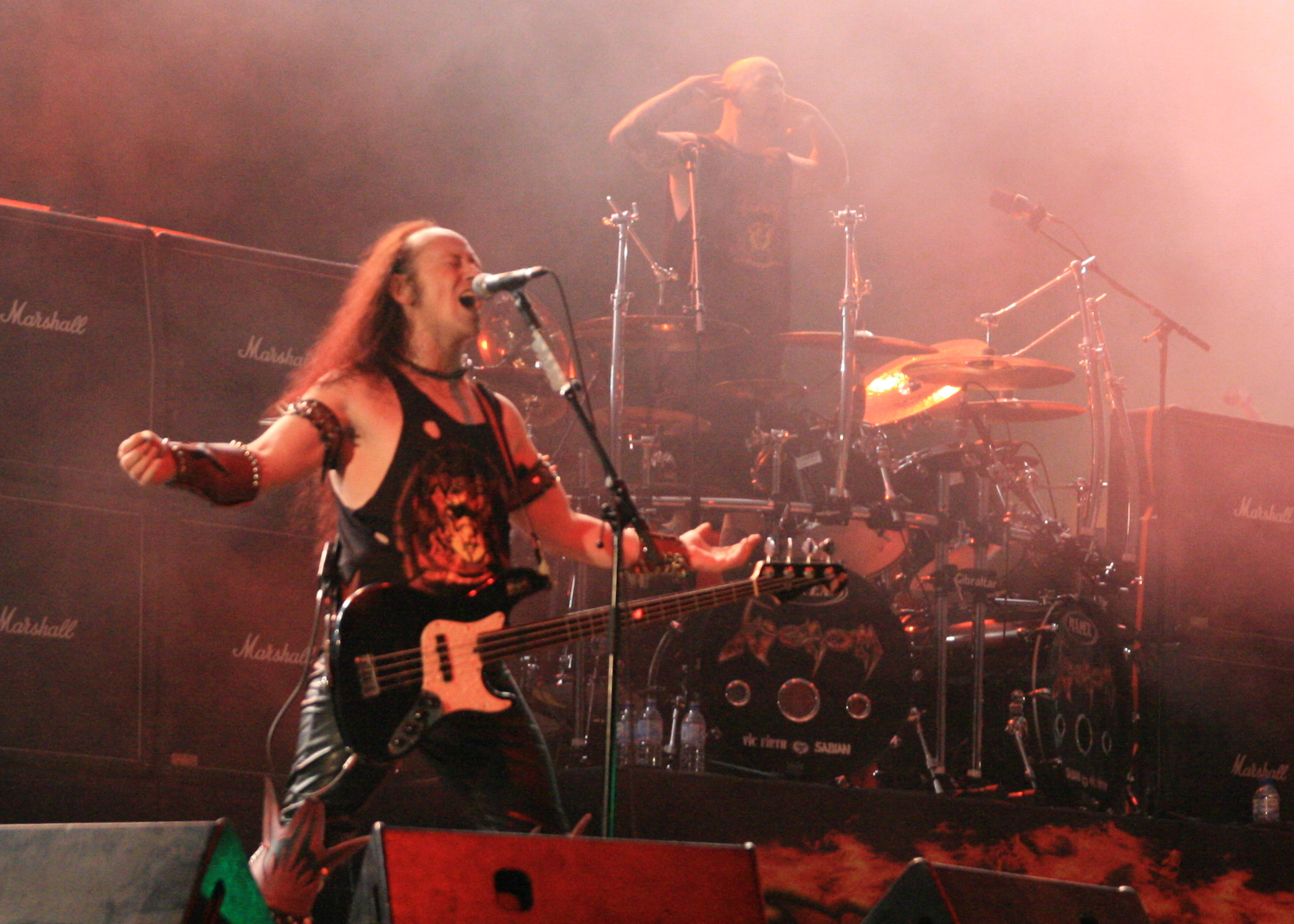
Venom durante show no Hellfest 2008.

Outra banda pioneira do black metal foi a sueca Bathory, liderada por Thomas Forsberg (sob o pseudônimo de Quorthon). A banda apresentou este estilo em seus primeiros quatro álbuns, porém no início da década de 1990 tornou-se pioneira do estilo que hoje é conhecido como viking metal. King Diamond e Sarcófago teriam sido os primeiros músicos da cena a utilizarem o "corpse paint".
Algumas bandas nos anos 70 que fizeram referência ao lado obscuro da vida não são enquadradas  neste estilo, porém influenciaram bandas precursoras do gênero. Alguns consideram que as bandas precursoras fizeram parte da primeira onda do black metal, sendo alguns dos álbuns mais significativos desta onda: Black Metal - Venom, The Return...... e Under the Sign of the Black Mark - Bathory, Melissa -  Mercyful Fate, Apocalyptic Raids - Hellhammer e Morbid Tales - Celtic Frost.
Diversas bandas desta mesma época como Slayer, Possessed e Destruction usaram temas satânicos em suas letras, embora suas sonoridades fossem bem diferentes do black metal. Estas bandas ajudaram a forjar a base do que viria a ser o black metal moderno que passou a existir de forma mais sólida a partir da segunda onda de black metal.

### Início dos anos 1990, desambiguação do gênero (segunda geração do black metal)

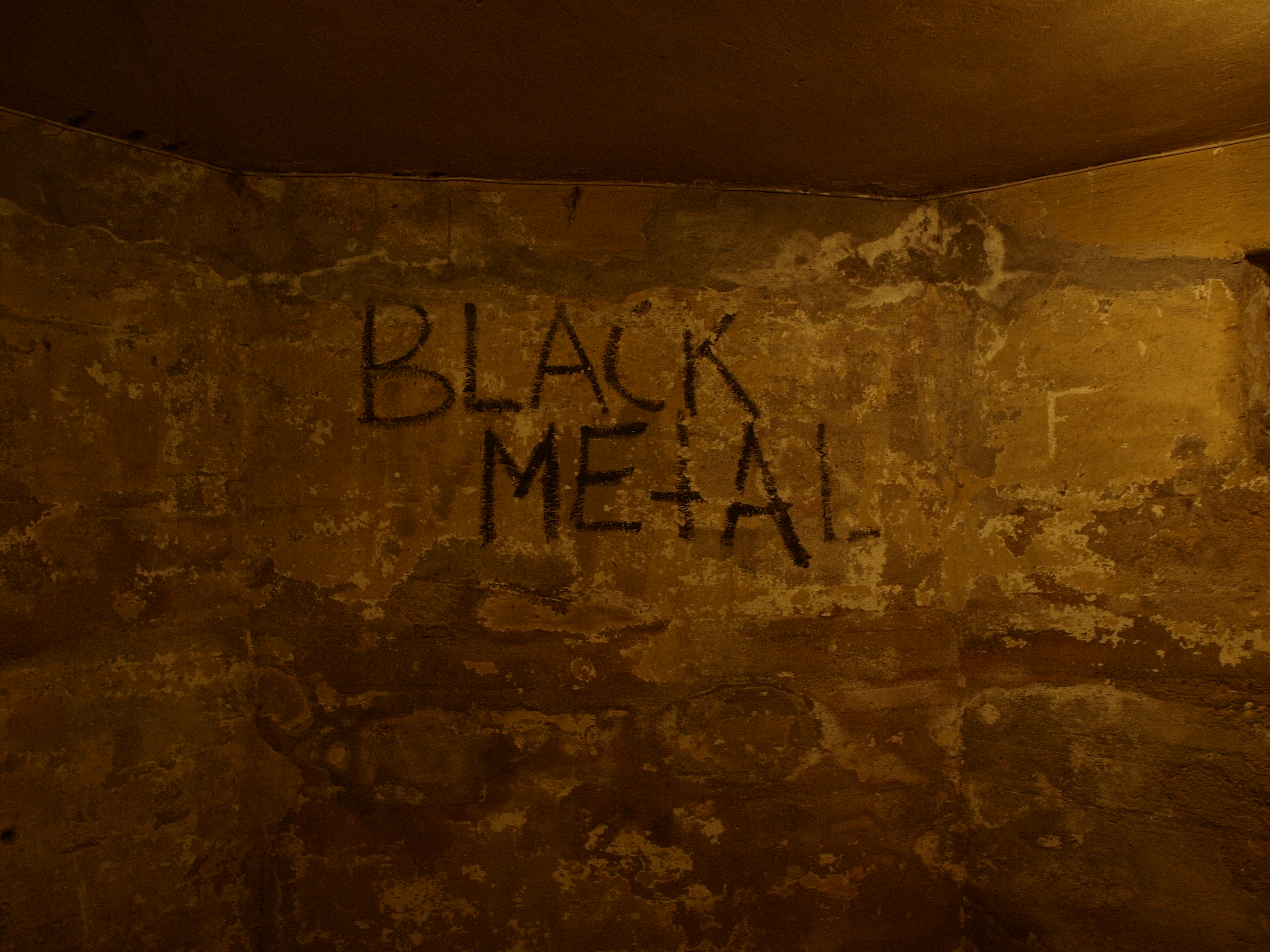
Graffiti localizada no porão da loja Helvete, em Oslo, Noruega. A loja era de propriedade do guitarrista Euronymous, creditado por ser um dos criadores do distinto riff característico do gênero no início dos anos 90.

O estilo teve um grande crescimento no início dos anos 90 com a chamada "segunda onda de Black Metal". O ano de 1991 viu os lançamentos dos primeiros discos dessa leva: Worship Him - Samael, o EP Passage to Arcturo do Rotting Christ, Oath of the Black Blood do Beherit e Inri da banda brasileira Sarcófago.
Foi depois desses lançamentos que bandas da Noruega como Burzum, Darkthrone, Emperor, Mayhem e Immortal contribuíram para tornar o black metal conhecido por todo o mundo. Suas letras falavam de temas pagãos, satânicos, anticristãos e ocultos em geral. Além do aspecto musical, as bandas ficaram conhecidas por utilizarem pinturas faciais, chamadas de pinturas de guerra ("warpaint") ou mais comumente "corpse paint" (pintura de cadáver). Alguns dos álbuns deste período foram: Fuck Me Jesus do Marduk, Det Som Engang Var e Filosofem do Burzum, A Blaze in the Northern Sky do Darkthrone, Pure Holocaust do Immortal, De Mysteriis Dom Sathanas do Mayhem e In the Nightside Eclipse do Emperor.
Entre os anos de 1991 a 1994 ocorreram incidentes polêmicos ligados ao black metal, envolvendo principalmente a cena norueguesa, como suicídios, queima de igrejas, assassinatos e violações de túmulos, que indiretamente contribuíram para a divulgação do gênero pelo mundo. Nesta mesma época, começam a ser criados inúmeros subgêneros dentro do black metal.

### História e ideário do black metal norueguês
As mais proeminentes figuras da original cena da Noruega foi Øystein Aarseth, mais conhecido como Euronymous, o guitarrista da banda Mayhem, e posteriormente Varg Vikernes, único músico do Burzum, precursores da cena black metal na Noruega.
Em abril de 1991, o então vocalista da banda Mayhem, Per Yngve Ohlin, que adotava o pseudônimo "Dead", cometeu suicídio com um tiro de espingarda na cabeça, depois de ter cortado os pulsos e garganta. Devido o seu grande senso de humor mórbido, deixou uma nota de suicídio escrita: "Desculpe pelo sangue". Seu corpo foi descoberto por Euronymous, que se dirigiu a uma loja mais próxima para comprar uma câmera e tirar fotografias do cadáver. Uma dessas fotografias serviu de capa para o bootleg Dawn of the Black Hearts, do Mayhem. Na época, correram boatos de que Euronymous possuía fragmentos do crânio de Ohlin e que tinha ingerido pedaços de seu cérebro, porém posteriormente Varg Vikernes afirmou que isso não seria verdade e que o próprio Euronymous havia espalhado o boato.
Posteriormente Euronymous abriu uma loja de discos criando um movimento entre amigos com interesses e ideias semelhantes a sua. Parte deste movimento foi dirigida pelo "Inner Circle", um grupo formado por Euronymous, Varg e alguns outros amigos próximos, cuja sede era o sótão da loja de discos, chamada de "Helvete" (Inferno). A loja incluía um estúdio de gravações, e foi deste estúdio que foram gravados alguns dos discos do Burzum e de outras bandas de black metal que assinaram com o selo de Euronymous, chamado Deathlike Silence Productions. Ele só assinava contratos com bandas que, segundo suas próprias palavras, "encarnavam o mal em seu estado mais puro".
A cena black metal ganhou uma grande repercussão na mídia quando, na Noruega, diversas igrejas foram queimadas. O "Inner Circle" foi acusado e não reivindicava estes atos, reclamando que o seu objectivo era inspirar seus seguidores a perpetuar o orgulho escandinavo e não deixar que suas origens fossem esquecidas. A mais famosa das igrejas queimadas foi a de Fantoft Stave, queimada por um membro do "Inner Circle" com ajuda de Varg Vikernes (também conhecido como Count Grishnackh) da banda Burzum. Os entusiastas do black metal também começaram a aterrorizar outras bandas de death metal que tocavam no país e nos países vizinhos.
O "Inner Circle" foi exposto na mídia quando Vikernes assassinou Euronymous em seu apartamento com 23 golpes de faca. Vikernes foi sentenciado a 21 anos de prisão e desde então distanciou-se da cena black metal, escrevendo extensos artigos sobre a história do Burzum.
Quorthon, o líder do Bathory, foi indagado numa entrevista se ele não teria sido contactado pelo "Inner Circle". Ele respondeu: "Eles escreveram muitas cartas para mim quando eles eram jovens — quando eram grandes, grandes, grandes fãs do Bathory, e eles até tinham uma revista. Eu não lembro o nome. Mas eles eram pesadamente ligados à besteira satânica que nós estávamos fazendo. Uma vez, dois desses caras foram presos pelas coisas que fizeram — você sabe, queima de igrejas, assassinato de pessoas. Eles disseram à polícia que eram influenciados pela minha música. Então eu recebi uma carta da polícia norueguesa perguntando algumas questões — verdadeiramente uma situação estranha. Tudo que estamos lidando aqui é música e fantasia."

### Do final dos anos 90 até hoje (terceira geração do black metal)

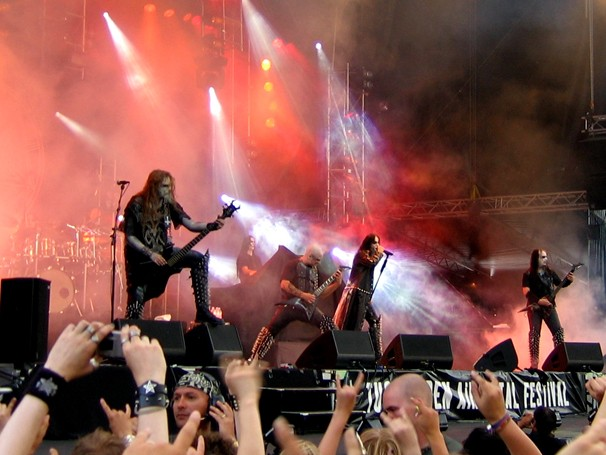
Dimmu Borgir durante show em 2006.

Durante os últimos anos da década de 1990, o "black metal" ganhou maior notoriedade na mídia através de bandas como Dimmu Borgir, que possui uma sonoridade já afastada dos padrões do black metal. Estas bandas logo começaram a ser consideradas black metal melódico ou symphonic black metal, pelo uso intensivo de teclados e elementos de música clássica.
Os EUA têm uma pequena quantidade de bandas de black metal. O movimento estadunidense de black metal é por vezes chamado de USBM. Esse movimento ainda não ganhou uma forma muito clara, mas os grupos mais conhecidos são Absu, Judas Iscariot e Averse Sefira, todos com fortes influências do estilo death metal.
Estas bandas fazem parte da chamada terceira onda de black metal, que contempla o black metal contemporâneo.

## Características musicais
As canções de black metal costumam apresentar uma ou mais das seguintes características:
- Utilização de tons menores visando à criação de atmosferas musicais sombrias, frias, obscuras e melancólicas.
- Guitarras rápidas usando a técnica de palhetadas em tremolo.
- Muitas bandas optam por não focar em solos virtuosos de guitarra, preferindo-se ênfase na atmosfera. Como consequência, o gênero não possui instrumentistas virtuosos.
- Baixos com uso de pedal de distorção.
- Letras de cunho anticristão ou ligadas ao Paganismo, Satanismo, Mitologia e Ocultismo em geral. Existem ainda bandas em que as letras são ligadas ao Niilismo, Anti-Humanismo, algumas até mesmo à Depressão, Suicídio ou doenças mentais. Vale notar que bandas como Deicide, Immolation e Slayer possuem algumas músicas com letras referentes a alguns desses temas, porém estas bandas são consideradas respectivamente bandas de Death Metal (Deicide e Immolation) e Thrash Metal (Slayer).
- Bateria rápida e agressiva, geralmente usando a técnica de "blast beats". A bateria também pode assumir uma sonoridade mais seca e vagarosa de forma a criar diferentes atmosferas para a canção.
- Os vocais geralmente são guturais e agudos, mas existem muitas bandas que utilizam estilos vocais bastante variados, ainda que sempre "rasgados".
- Utilização ocasional de teclados, harpas, violinos, órgãos e coros são relativamente comuns, proporcionando à música uma sonoridade de orquestra. As bandas que se utilizam instrumentos "leves" são consideradas bandas de Symphonic Black Metal.
- Produção musical limitada e gravação de álbuns com baixa fidelidade. Este expediente é utilizado intencionalmente como uma afirmação contra a canção "mainstream" ou para criar atmosferas diferentes na canção. Este efeito de "sub-produção" é obtido cortando-se as frequências mais altas e as mais baixas, deixando apenas as frequências médias. Poucas bandas pioneiras do estilo ainda se utilizam de tal recurso, pois sua produção musical limitada era causada principalmente por seus baixos orçamentos.

### Outras características
- Uma característica notória do estilo é a utilização do "corpse paint", que é uma pintura facial (geralmente em preto e branco) que proporciona à pessoa uma aparência de cadáver em decomposição (corpse, em inglês). A banda Immortal referia-se à sua pintura como uma pintura de guerra com significado diverso do "corpse paint".
- Utilização de pseudônimos satânicos/obscuros ou não. Os pseudônimos são herança das tribos guerreiras do passado, onde eram usados pseudônimos com o objetivo de amedrontar os integrantes das tribos inimigas. A utilização de pseudônimos no Black Metal foi iniciada pelo Venom, cuja formação original consistia de Cronos, Mantas e Abaddon. Outros exemplos são: Tristessa (Astarte) , Quorthon (Bathory), Nocturno Culto (Darkthrone), Ihsahn (Emperor), Abbath (Immortal), Euronymous (Mayhem), Nornagest (Enthroned), Shagrath (Dimmu Borgir).
- Em razão do alto individualismo presente no Black Metal, é comum a existência de bandas de um só integrante. Esse único integrante toca todos os instrumentos no processo de gravação e, geralmente, não faz apresentações. A banda mais famosa da história do gênero nestes moldes é Burzum. Outros grupos nesse estilo são: Xasthur, Ilkim Oulanem, Leviathan e Anguished.

## Subgêneros
O black metal é conhecido por possuir inúmeros subgêneros, havendo grande rivalidade entre alguns. Os principais sub-gêneros estão listados abaixo:
- Black metal atmosférico/ambiente: Uma fusão de música ambiente com black metal, fazendo uso de sintetizadores.

Bandas notáveis: Astarte, Burzum, Leviathan, Summoning, Nychts, Midnight Odyssey.
- Black 'n' roll: É um gênero que funde elementos do hard rock, glam rock e rock 'n' roll da década de 1970 com o black metal.[14][15]
- Black/Death (ou Blackened Death Metal:) Este subgênero se caracteriza basicamente por ter uma sonoridade mais próxima do death metal, porém com o uso vocais, letras, entre outras características do black metal.

Bandas notáveis:Astarte, Behemoth, Belphegor, Sarcófago.
- Black/Doom metal (ou Blackened doom): é uma vertente que mescla a temática e vocal do black metal com a lentidão e sonoridade do doom metal.

Bandas notáveis: Bethlehem, Forgotten Tomb, Triptykon, Barathrum, Nortt.
- Black metal melódico: Black metal com uso intensivo de riffs de guitarra mais melódicas.

Bandas notáveis: Catamenia, Naglfar, Satyricon, Woods of Ypres, Old Man's Child.
- Blackgaze: Fusão do black metal com o shoegaze e o post-rock.
- Black metal sinfônico: Black metal com a adição de elementos de música clássica e de instrumentos orquestrais.

Algumas bandas: Emperor,  Dimmu Borgir, Limbonic Art, Carach Angren, Anorexia Nervosa, além do uso recorrente pelo Satyricon.
- Depressive Suicidal Black Metal: Estilo extremamente depressivo e perturbador que aborda temas como o suicídio, automutilação, isolamento e depressão.

Bandas notáveis: Xasthur, Psychonaut 4, Lifelover, Thy Light, Nocturnal Depression, Silencer.
- Viking metal: Black metal com letras falando sobre viquingues, bárbaros, mitologia nórdica e natureza.

Algumas bandas: Bathory, Vintersorg, Enslaved, Burzum, Moonsorrow.

## Ideologias
Red and anarchist black metal
Promove ideologias como Anarquismo, Ambientalismo e Marxismo.
Black metal nacional socialista
Tem orientação neonazista, tendo como temas ódio, paganismo, antissemitismo, ideais nacional-socialistas, racismo e orgulho da nação de origem.
Unblack Metal
É a variante cristã de black metal. Incorporam letras anti-satânicas e conteúdo filosófico e ideológico. Os temas líricos de unblack metal são geralmente unidos com o imaginário comum do black metal, regularmente abordando o Cristianismo como a matéria em questão.

## Discos importantes do estilo
Os álbuns abaixo são considerados pela crítica como clássicos do estilo:
- Astarte – Quod Superius Sicut Inferius e Demonized
- Bathory – Bathory,  Under the Sign of the Black Mark e Blood Fire Death
- Burzum – Burzum',Aske',Det Som Engang Var, Hvis Lyset Tar Oss e Filosofem
- Celtic Frost – Morbid Tales e To Mega Therion
- Darkthrone – A Blaze in the Northern Sky, Under a Funeral Moon, Transilvanian Hunger
- Dimmu Borgir -  Stormblåst, For All Tid
- Dissection – Storm of the Light's Bane e Reinkaos
- Enslaved – Vikingligr Veldi, Frost, Isa
- Emperor –  In the Nightside Eclipse e Anthems to the Welkin at Dusk
- Hellhammer –  Satanic Rites e Apocalyptic Raids
- Immortal –  Pure Holocaust, Battles in the North, At the Heart of Winter
- Mayhem – Deathcrush, Live In Leipzig e De Mysteriis Dom Sathanas
- Mercyful Fate – Melissa e Don't Break the Oath
- Samael – Worship Him
- Sarcófago – I.N.R.I.
- Satyricon - Nemesis Divina
- Ulver – Nattens Madrigal, Bergtatt - Et Eeventyr i 5 Capitler
- Venom – Welcome to Hell, Black Metal e Hell

## Livros
- Lords of Chaos: The Bloody Rise of the Satanic Metal Underground. Feral House Books, Los Angeles ISBN 0-922915-48-2, 1998
- Garry Sharpe-Young: Rockdetector: Black Metal. Cherry Red Books ISBN 1-901447-30-8, 2004
- Karl Jones: A blaze in the northern sky: Black Metal Music and Subculture. University of Manchester ISBN 0-946180-60-1, 2002
- Wolves Among Sheep: History and Ideology of National Socialist Black Metal. Tsunami Edizioni ISBN 9788896131763, 2015
- The Devil’s Cradle: The Story of Finnish Black Metal. Svart ISBN 9780821738023, 2017